# Béatrice Jeanine Atallah
Béatrice Jeanine Atallah (* ca. 1959) ist eine madagassische Politikerin und Juristin. Von Januar 2015 bis August 2017 war Atallah Außenministerin Madagaskars.

## Werdegang
Atallah erhielt im Jahr 1988 einen Master in Privatrecht und arbeitete als Richterin. Von 2002 bis 2009 arbeitete sie bei der Nationalen Wahlkommission, 2009 wechselte sie als technische Beraterin ins Finanzministerium. Von 2012 bis 2015 leitete Atallah CENI-T, eine unabhängige Wahlkommission. Am 25. Januar 2015 wurde Atallah Außenministerin im Kabinett des Regierungschefs Olivier Mahafaly. In ihrer Funktion als Außenministerin nahm sie im Rahmen der 72. UN-Generalversammlung in New York an Gesprächen zur Verbesserung der bilateralen Beziehungen mit den Außenministerin der Vereinigten Arabischen Emirate, Großbritanniens und Italiens, sowie mit Vertretern Kurdistans, teil. Das Amt der Außenministerin hatte Atallah bis August 2017 inne.